# Macrochirichthys macrochirus
Macrochirichthys macrochirus е вид лъчеперка от семейство Шаранови (Cyprinidae). Видът е почти застрашен от изчезване.

## Разпространение
Разпространен е във Виетнам, Индонезия (Калимантан, Суматра и Ява), Камбоджа, Китай (Юннан), Лаос, Малайзия (Западна Малайзия) и Тайланд.